# Sergej Barbarez
Sergej Barbarez (ur. 17 września 1971 w Mostarze) – bośniacki piłkarz grający na pozycji napastnika lub pomocnika, reprezentant kraju.
Występował w klubach: Velež Mostar, Hannover 96, Union Berlin, Hansa Rostock, Borussia Dortmund, Hamburger SV i Bayer 04 Leverkusen. W sezonie 2000/2001 zdobył 22 gole i wespół z Ebbe Sandem został królem strzelców Bundesligi.  W 2008 roku zakończył piłkarską karierę.